# تومیسلاو کرنکوویچ
تومیسلاو کرنکوویچ (کرواتی: Tomislav Crnković؛ ۱۷ ژوئن ۱۹۲۹ – ۱۷ ژانویهٔ ۲۰۰۹) بازیکن فوتبال اهل کرواسی بود.
از باشگاه‌هایی که در آن بازی کرده‌است می‌توان به باشگاه فوتبال دینامو زاگرب و باشگاه فوتبال سروت ۱۸۹۰ اشاره کرد.
وی همچنین در تیم ملی فوتبال یوگسلاوی بازی کرده‌است.
وی در مسابقات کشوری و بین‌المللی در مجموع برندهٔ ۲ مدال نقره شده‌است.